# Provincia di Panama Ovest
La provincia di Panama Ovest (in spagnolo Provincia de Panamá Oeste) è una delle dieci province panamensi: creata il 1º gennaio 2014 da una parte dei distretti facenti in passato parte della provincia di Panama, si compone di 5 suddivisioni: Arraiján, Capira, Chame, La Chorrera (dove ha sede il capoluogo) e San Carlos. Limita a nord con la provincia di Colón, a sud con l'Oceano Pacifico, ad est con la provincia di Panama e ad ovest con quella di Coclé.

## Geografia

### Fisica
La provincia si trova sulla costa dell'Oceano Pacifico, sul lato occidentale del canale di Panama. L'altitudine massima è rappresentata da Cerro Trinidad, che si erge per 1300 metri sul livello del mare.

### Aree protette

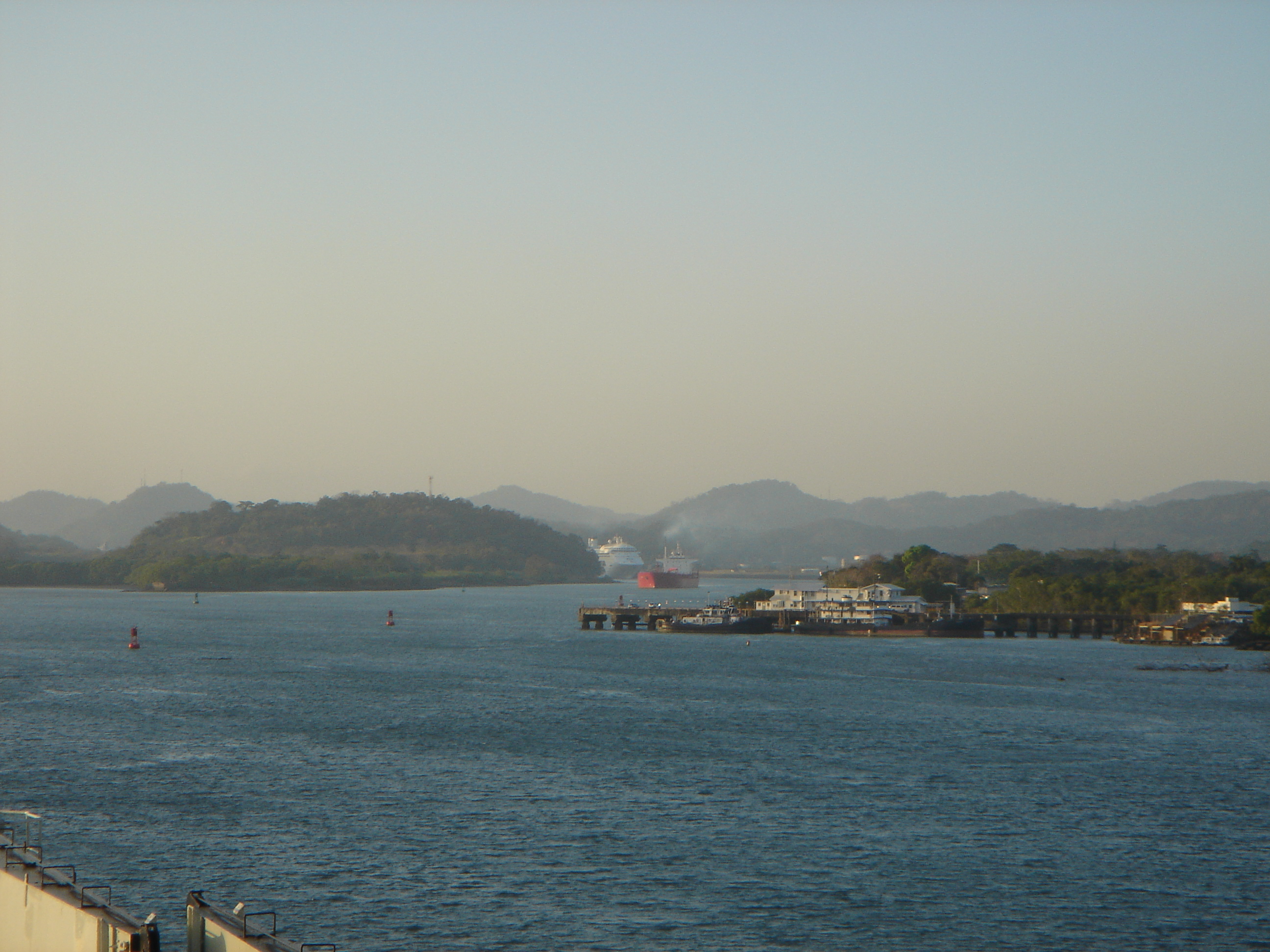
Costa nella provincia

Panama Ovest vanta un'area protetta, il parco nazionale Altos de Campana; situato nel distretto di Capira, ha una superficie di 4.925 ettari e venne fondato nel 1966, risultando la prima area protetta di interesse nazionale istituita a Panama.

## Storia
La provincia di Panama Ovest fu istituita dalla legge 119 del 30 dicembre 2013, la quale frammentò parte della vecchia provincia di Panama in una nuova suddivisione amministrativa: l'entità cominciò a funzionare formalmente il 1º gennaio 2014.
Per l'istituzione dei simboli rappresentativi della provincia, nel 2015 si incaricò di uno studio una commissione tecnica la quale, attraverso un concorso, selezionò il disegno proposto da Olivares Becerra. La bandiera sarebbe stata composta dai colori verde, giallo e bianco, accompagnata da 5 stelle che rappresentano i 5 rioni della provincia. L'emblema, a forma di scudo, avrebbe riportato il motto progreso, cinque stelle e quattro quadrati in cui sarebbero stati rappresentati dei riferimenti culturali alla provincia (l'agricoltura, il lavoro nel settore secondario, la splendida costa e la natura). Entrambi i simboli furono infine presentati all'attenzione pubblica dall'allora governatore della provincia di Panama Ovest, Javier Herrera.

### Elenco dei governatori
- Javier Herrera[5] (2014-2019)
- Nora Escala (2019-2020)
- Sindy Smith[2] (2020-attuale)

## Cultura
Panama Ovest è conosciuta per varie attrazioni nei suoi quartieri come i carnevali e alcune tradizioni che si svolgono in ognuno di essi:
- La realizzazione di bambole secondo canoni artigianali, che vengono esposte lungo la riva dell'autostrada interamericana.
- La celebrazione del Corpus Domini e la danza del grande diavolo di La Chorrera, nonché i festeggiamenti del santo patrono di ogni rione.
- I locali come Chichemito, Quesos Chela e Quesos Mili, dove vengono cucinate le diverse pietanze tipiche della provincia e del paese, tappe preferite per chi fa il viaggio verso l'interno del paese.
- Il Cumbia Chorrerana Festival, la Fiera dell'Ananas, la Fiera dei Fiori, a Chame, e la Fiera internazionale di La Chorrera.

## Società
Secondo l'Ufficio del Controllore Generale della Repubblica, nel 1990, Arraiján aveva una popolazione di 61.849 abitanti che, 20 anni dopo, era aumentata a 220.779; La Chorrera faceva registrare, nel 1990, un totale di 89.780 residenti, cresciuto nel 2010 a 161.470; Capira aveva una popolazione di 28.303 abitanti, che aumentò di 10.300 due decenni dopo. Dal canto suo, Chame aveva una popolazione, nel 1990, di 15.152 abitanti, e nel 2010 in quel distretto si registravano 24.471 persone, mentre a San Carlos si riportavano 12.443 residenti nel 1990, cifra che nel 2010 è salita a 18.920. La popolazione generale nei cinque distretti occidentali dal 1990 al 2010 è passata da 207.527 nel 1990 a 464.038 anime, una cifra che secondo lo stesso Ufficio di controllo ammonta attualmente a 510.489.

## Economia
Agricoltura, zootecnia e pesca sono le attività primarie più importanti della provincia. Con riferimento alla terza, in particolare, presso Veracruz, Puerto Caimito e Vacamonte, hanno sede porti assai frequentati. A La Chorrera ha sede un'industria ben sviluppata, focalizzata sulla produzione di ananas.

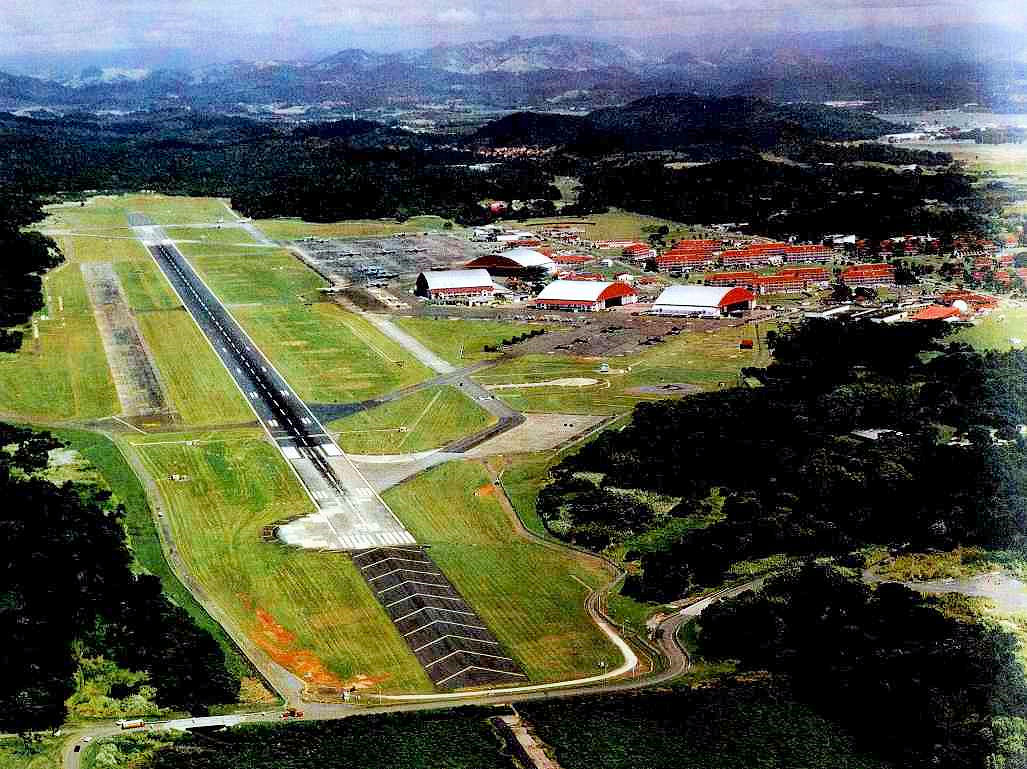
Aeroporto internazionale di Panama Pacifico

Arraiján è sede della Zona Marítima de Petróleo y la Zona Libre de Howard (compreso nell'area commerciale di Panama Pacifico), importante centro industriale e commerciale internazionale, che ospita anche l'Aeroporto di Panama Pacifico. Inoltre, le città di Arraiján, Vista Alegre, La Chorrera e Capira hanno avuto un boom economico grazie all'apertura di centri commerciali, supermercati, magazzini, ristoranti e banche, che rispondono alla crescita demografica di questi agglomerati urbani come città dormitorio della capitale.
A Veracruz, Chame e San Carlos si sviluppa l'industria turistica, con diversi hotel sulla spiaggia. A Capira e Chame si sviluppa il turismo ecologico, soprattutto nelle zone montuose del parco nazionale Campana.

## Geografia antropica

### Suddivisioni amministrative
La provincia di Panama Ovest è suddivisa in cinque distretti, a loro volta suddivisi in diversi comuni.
| Distretti                | Corregimientos (Suddivisioni) | Cabecera (Capoluogo) |
| ------------------------ | --- | -------------------- |
| Distretto di Arraiján    | Arraiján, Juan Demóstenes Arosemena, Nuevo Emperador, Santa Clara, Veracruz, Vista Alegre, Burunga, Cerro Silvestre                                                                                  | Arraiján             |
| Distretto di Capira      | Capira, Caimito, Campana, Cermeño, Cirí de Los Sotos, Cirí Grande, El Cacao, La Trinidad, Las Ollas Arriba, Lídice, Villa Carmen, Villa Rosario, Santa Rosa                                          | Capira               |
| Distretto di Chame       | Chame, Bejuco, Buenos Aires, Cabuya, Chicá, El Líbano, Las Lajas, Nueva Gorgona, Punta Chame, Sajalices, Sorá                                                                                        | Chame                |
| Distretto di La Chorrera | Barrio Balboa, Barrio Colón, Amador, Arosemena, El Arado, El Coco, Feuillet, Guadalupe, Herrera, Hurtado, Iturralde, La Represa, Los Díaz, Mendoza, Obaldía, Playa Leona, Puerto Caimito, Santa Rita | La Chorrera          |
| Distretto di San Carlos  | San Carlos, El Espino, El Higo, Guayabito, La Ermita, La Laguna, Las Uvas, Los Llanitos, San José | San Carlos           |

## Sport

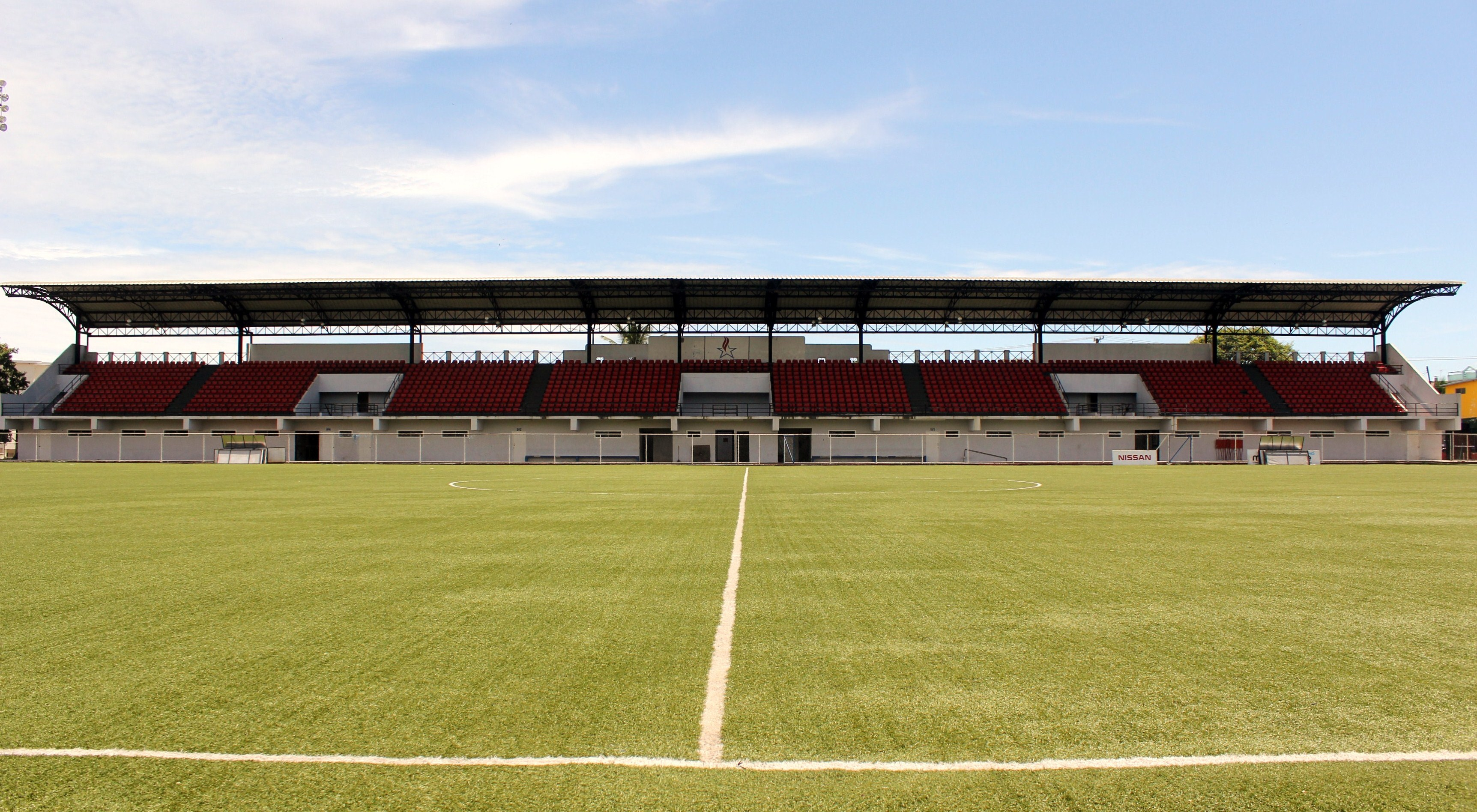
Stadio Agustín Muquita Sánchez, situato nel comune di Barrio Colón, distretto di distretto di La Chorrera

Nella provincia si praticano numerosi sport, in particolare baseball e calcio, essendo i "Vaqueros de Panamá Oeste" la squadra rappresentativa della provincia nel torneo nazionale di baseball. Un altro team impegnato in tale sport, iscritto in questo caso alla Lega professionale di baseball di Panama (PROBEIS), è quello dei "Bravos de Panamá Oeste".
Per quanto riguarda il calcio, si segnala la presenza di l squadre come il San Francisco FC e il CAI La Chorrera, entrambi con sede a La Chorrera. Altre squadre come la Sociedad Deportiva Panamá Oeste e il soppresso Santa Gema FC del distretto di Arraiján si distinguono in serie minori.
Esiste anche un autodromo, l'Internacional de Panamá, nel Trapichito de La Chorrera, che al momento è quasi del tutto completo e l'amministrazione spera di poterlo rendere attivo in tempi brevi per le competizioni nazionali e internazionali.
Il lazo e i rodei risultano comuni nella regione, ragion per cui si tengono svariati tornei che attirano un discreto pubblico.